# Nicolas Mahut
Nicolas Mahut (* 21. Januar 1982 in Angers) ist ein französischer Tennisspieler. Seine größten Erfolge sind der Gewinn der Doppelkonkurrenzen der US Open 2015, in Wimbledon 2016, der French Open 2018 und 2021, der Australian Open 2019, sowie die Führung in der Doppel-Weltrangliste.

## Karriere
Mahut ist ein Serve-and-Volley-Spieler und Doppelexperte. 1999 gewann er den Orange Bowl, die inoffizielle Jugend-WM, im Jahr 2000 wurde er Profi. Mit seinem Doppelpartner Julien Benneteau gewann er das Juniorendoppel 1999 bei den US Open und bislang zwei ATP-Turniere.
2007 erreichte Mahut nach Siegen über Ivan Ljubičić und Rafael Nadal das Finale der Queen’s Club Championships, das er gegen Andy Roddick in drei Sätzen mit 6:4, 6:7 (7:9), 6:7 (2:7) verlor. Einen Monat später stand er auch im Finale in Newport. In der Saison 2013 gewann er in ’s-Hertogenbosch im Alter von 31 Jahren seinen ersten Titel auf der ATP World Tour, als er Stan Wawrinka mit 6:3, 6:4 besiegte. Sein insgesamt viertes Finale auf Rasen bestritt Nicolas Mahut im Juli 2013 in Newport. Er besiegte Lleyton Hewitt mit 5:7, 7:5 und 6:3 und gewann damit innerhalb eines Monats seinen zweiten Karrieretitel. Sein dritter Einzeltitel gelang ihm 2015, wiederum auf Rasen und erneut in ’s-Hertogenbosch. Im Jahr darauf gewann er zum nunmehr dritten Mal den Titel in ’s-Hertogenbosch.
2013 stand er mit Michaël Llodra im Doppelfinale der French Open, das sie gegen die Bryan-Zwillinge mit 4:6, 6:4, 6:7 (4:7) verloren. 2015 folgte ein weiteres Grand-Slam-Finale; an der Seite seines Landsmanns Pierre-Hugues Herbert, seinem neuen Doppel-Stammpartner, unterlag er im Endspiel der Australian Open den Italienern Simone Bolelli und Fabio Fognini. Bei der dritten Finalteilnahme lief es erfolgreicher; mit Herbert gewann er am 12. September 2015 die US Open und damit seinen ersten Grand-Slam-Titel. Zu Beginn der Saison 2016 sicherte er sich zunächst mit Vasek Pospisil den Titel in Rotterdam, ehe er mit Pierre-Hugues Herbert nacheinander die Masters in Indian Wells, Miami und Monte Carlo gewann. Zum 6. Juni 2016 übernahm er als erster Franzose seit Yannick Noah 1987 die Führung in der Weltrangliste. Bereits in der Folgewoche wurde er von Jamie Murray an der Spitze abgelöst. Kurz darauf verteidigten Mahut und Herbert ihren Titel in Queen’s Club und sicherten sich in Wimbledon ihren zweiten gemeinsamen Grand-Slam-Sieg nach einem Finalsieg über Julien Benneteau und Édouard Roger-Vasselin. In der Weltrangliste übernahm Mahut daraufhin wieder die Spitze. 2017 folgte der Gewinn dreier Masters-Turniere mit Herbert. In der Saison 2018 gewann er mit ihm unter anderem die French Open und erreichte das Endspiel der ATP Finals, das sie knapp verloren. Mit Édouard Roger-Vasselin gelangen ihm ebenfalls zwei Turniersiege. Zu Beginn der Saison 2019 gewann er mit Pierre-Hugues Herbert bei den Australian Open seinen vierten Grand-Slam-Titel. Damit komplettierte er gemeinsam mit Herbert gleichzeitig den sogenannten Karriere-Grand-Slam, den Gewinn aller vier Grand-Slam-Turniere.
Mahut gab 2015 sein Debüt in der französischen Davis-Cup-Mannschaft. 2017 gewann er mit Frankreich den Davis Cup.

## Rekordmatch
Am 24. Juni 2010 stellten Mahut und der US-Amerikaner John Isner beim Erstrundenspiel in Wimbledon einen historischen Rekord auf. Nach insgesamt elf Stunden und fünf Minuten verlor Mahut das Match gegen Isner mit 4:6, 6:3, 7:6, 6:7, 68:70.
Bemerkenswert war dabei der entscheidende fünfte Satz, der erst nach 138 Spielen die Entscheidung zugunsten des US-Amerikaners brachte. Das Match begann am 22. Juni 2010 und wurde abends nach dem vierten Satz wegen Dunkelheit vertagt. Da es am folgenden Spieltag wieder zu keiner Entscheidung kam, wurde das Match schließlich beim Stande von 59:59 erneut wegen einbrechender Dunkelheit unterbrochen. Allein der letzte Satz dauerte acht Stunden und elf Minuten. Nicht nur hinsichtlich seiner Länge, sondern auch der Zahl der Asse stellte das Spiel neue Rekorde auf: Isner gelangen 112, Mahut 103 Asse. Nie zuvor hatte ein Spieler innerhalb eines Matches eine dreistellige Anzahl von Assen erreicht.
Durch die lange Matchdauer wurden viele weitere Rekorde aufgestellt.
2011 trafen beide erneut in Wimbledon aufeinander. Diesmal entschied Isner die Partie der ersten Runde in nur drei Sätzen (7:6 (7:4), 6:2, 7:6 (8:6)) für sich.

## Erfolge
| Legende (Anzahl der Siege)                             |
| Grand Slam (5)                                         |
| Tennis Masters Cup / ATP World Tour Finals (2)         |
| ATP Masters Series / ATP World Tour Masters 1000 (7)   |
| ATP International Series Gold / ATP World Tour 500 (8) |
| ATP International Series / ATP World Tour 250 (19)     |
| ATP Challenger Tour (33)                               |

| Titel nach Belag |
| Hartplatz (27)   |
| Sand (4)         |
| Rasen (9)        |
| Teppich (1)      |

### Einzel

#### Turniersiege

##### ATP World Tour
| Nr. | Datum         | Turnier              | Belag | Finalgegner        | Ergebnis      |
| --- | ------------- | -------------------- | ----- | ------------------ | ------------- |
| 1.  | 21. Juni 2013 | ’s-Hertogenbosch (1) | Rasen | Stanislas Wawrinka | 6:3, 6:4      |
| 2.  | 14. Juli 2013 | Newport              | Rasen | Lleyton Hewitt     | 5:7, 7:5, 6:3 |
| 3.  | 14. Juni 2015 | ’s-Hertogenbosch (2) | Rasen | David Goffin       | 7:61, 6:1     |
| 4.  | 12. Juni 2016 | ’s-Hertogenbosch (3) | Rasen | Gilles Müller      | 6:4, 6:4      |

##### ATP Challenger Tour
| Nr. | Datum              | Turnier                | Belag         | Finalgegner            | Ergebnis             |
| --- | ------------------ | ---------------------- | ------------- | ---------------------- | -------------------- |
| 1.  | 20. Juli 2003      | Manchester             | Rasen         | Gilles Elseneer        | 6:3, 7:65            |
| 2.  | 25. Juli 2004      | Valladolid             | Hartplatz     | Jean-Michel Pequery    | 6:3, 3:6, 6:5 aufgg. |
| 3.  | 26. Februar 2006   | Besançon               | Hartplatz (i) | Frank Dancevic         | 6:3, 6:4             |
| 4.  | 5. März 2006       | Cherbourg (1)          | Hartplatz (i) | Jean-Christophe Faurel | 6:2, 6:4             |
| 5.  | 12. März 2006      | Kyōto                  | Teppich (i)   | Lu Yen-hsun            | 6:4, 6:1             |
| 6.  | 14. September 2008 | Orléans (1)            | Hartplatz (i) | Christophe Rochus      | 5:7, 6:1, 7:62       |
| 7.  | 7. März 2010       | Cherbourg (2)          | Hartplatz (i) | Gilles Müller          | 6:4, 6:3             |
| 8.  | 24. Oktober 2010   | Orléans (2)            | Hartplatz (i) | Grigor Dimitrow        | 2:6, 7:66, 7:64      |
| 9.  | 6. Februar 2011    | Courmayeur             | Hartplatz (i) | Gilles Müller          | 7:64, 6:4            |
| 10. | 13. Oktober 2013   | Rennes                 | Hartplatz (i) | Kenny de Schepper      | 6:3, 7:63            |
| 11. | 7. September 2014  | Saint-Rémy-de-Provence | Hartplatz     | Vincent Millot         | 6:73, 6:4, 6:3       |
| 12. | 12. April 2015     | Saint-Brieuc           | Hartplatz (i) | Yūichi Sugita          | 3:6, 7:63, 6:4       |

#### Finalteilnahmen
| Nr. | Datum         | Turnier      | Belag | Finalgegner     | Ergebnis        |
| --- | ------------- | ------------ | ----- | --------------- | --------------- |
| 1.  | 11. Juni 2007 | Queen’s Club | Rasen | Andy Roddick    | 6:4, 6:77, 6:72 |
| 2.  | 9. Juli 2007  | Newport      | Rasen | Fabrice Santoro | 4:6, 4:6        |

### Doppel

#### Turniersiege

##### ATP World Tour
| Nr. | Datum              | Turnier          | Belag         | Partner                | Finalgegner                             | Ergebnis           |
| --- | ------------------ | ---------------- | ------------- | ---------------------- | --------------------------------------- | ------------------ |
| 1.  | 29. September 2003 | Metz (1)         | Teppich (i)   | Julien Benneteau       | Michaël Llodra Fabrice Santoro          | 7:62, 6:3          |
| 2.  | 11. Oktober 2004   | Metz (2)         | Hartplatz (i) | Arnaud Clément         | Ivan Ljubičić Uros Vico                 | 6:2, 7:610         |
| 3.  | 26. Oktober 2009   | Lyon             | Hartplatz (i) | Julien Benneteau       | Arnaud Clément Sébastien Grosjean       | 6:4, 7:66          |
| 4.  | 5. Februar 2012    | Montpellier (1)  | Hartplatz (i) | Édouard Roger-Vasselin | Paul Hanley Jamie Murray                | 6:4, 7:64          |
| 5.  | 26. Februar 2012   | Marseille (1)    | Hartplatz (i) | Édouard Roger-Vasselin | Dustin Brown Jo-Wilfried Tsonga         | 3:6, 6:3, [10:6]   |
| 6.  | 23. September 2012 | Metz (3)         | Hartplatz (i) | Édouard Roger-Vasselin | Johan Brunström Frederik Nielsen        | 7:63, 6:4          |
| 7.  | 15. Juli 2013      | Newport          | Rasen         | Édouard Roger-Vasselin | Tim Smyczek Rhyne Williams              | 6:74, 6:2, [10:5]  |
| 8.  | 16. Februar 2014   | Rotterdam (1)    | Hartplatz (i) | Michaël Llodra         | Jean-Julien Rojer Horia Tecău           | 6:2, 7:64          |
| 9.  | 21. Juni 2015      | Queen’s Club (1) | Rasen         | Pierre-Hugues Herbert  | Marcin Matkowski Nenad Zimonjić         | 6:2, 6:2           |
| 10. | 12. September 2015 | US Open          | Hartplatz     | Pierre-Hugues Herbert  | Jamie Murray John Peers                 | 6:4, 6:4           |
| 11. | 14. Februar 2016   | Rotterdam (2)    | Hartplatz (i) | Vasek Pospisil         | Philipp Petzschner Alexander Peya       | 7:62, 6:4          |
| 12. | 19. März 2016      | Indian Wells     | Hartplatz     | Pierre-Hugues Herbert  | Vasek Pospisil Jack Sock                | 6:3, 7:65          |
| 13. | 2. April 2016      | Miami            | Hartplatz     | Pierre-Hugues Herbert  | Raven Klaasen Rajeev Ram                | 5:7, 6:1, [10:7]   |
| 14. | 17. April 2016     | Monte Carlo      | Sand          | Pierre-Hugues Herbert  | Jamie Murray Bruno Soares               | 4:6, 6:0, [10:6]   |
| 15. | 19. Juni 2016      | Queen’s Club (2) | Rasen         | Pierre-Hugues Herbert  | Chris Guccione André Sá                 | 6:3, 7:65          |
| 16. | 9. Juli 2016       | Wimbledon        | Rasen         | Pierre-Hugues Herbert  | Julien Benneteau Édouard Roger-Vasselin | 6:4, 7:61, 6:3     |
| 17. | 26. Februar 2017   | Marseille (2)    | Hartplatz (i) | Julien Benneteau       | Robin Haase Dominic Inglot              | 6:4, 6:79, [10:5]  |
| 18. | 21. Mai 2017       | Rom              | Sand          | Pierre-Hugues Herbert  | Ivan Dodig Marcel Granollers            | 4:6, 6:4, [10:3]   |
| 19. | 13. August 2017    | Montreal         | Hartplatz     | Pierre-Hugues Herbert  | Rohan Bopanna Ivan Dodig                | 6:4, 3:6, [10:6]   |
| 20. | 20. August 2017    | Cincinnati       | Hartplatz     | Pierre-Hugues Herbert  | Jamie Murray Bruno Soares               | 7:66, 6:4          |
| 21. | 18. Februar 2018   | Rotterdam (3)    | Hartplatz (i) | Pierre-Hugues Herbert  | Oliver Marach Mate Pavić                | 2:6, 6:2, [10:7]   |
| 22. | 9. Juni 2018       | French Open (1)  | Sand          | Pierre-Hugues Herbert  | Oliver Marach Mate Pavić                | 6:2, 7:64          |
| 23. | 23. September 2018 | Metz (4)         | Hartplatz (i) | Édouard Roger-Vasselin | Ken Skupski Neal Skupski                | 6:1, 7:5           |
| 24. | 21. Oktober 2018   | Antwerpen (1)    | Hartplatz (i) | Édouard Roger-Vasselin | Marcelo Demoliner Santiago González     | 6:4, 7:5           |
| 25. | 27. Januar 2019    | Australian Open  | Hartplatz     | Pierre-Hugues Herbert  | Henri Kontinen John Peers               | 6:4, 7:61          |
| 26. | 6. Oktober 2019    | Tokio            | Hartplatz     | Édouard Roger-Vasselin | Nikola Mektić Franko Škugor             | 7:67, 6:4          |
| 27. | 3. November 2019   | Paris            | Hartplatz (i) | Pierre-Hugues Herbert  | Karen Chatschanow Andrei Rubljow        | 6:4, 6:1           |
| 28. | 17. November 2019  | London (1)       | Hartplatz (i) | Pierre-Hugues Herbert  | Raven Klaasen Michael Venus             | 6:3, 6:4           |
| 29. | 16. Februar 2020   | Rotterdam (4)    | Hartplatz (i) | Pierre-Hugues Herbert  | Henri Kontinen Jan-Lennard Struff       | 7:65, 4:6, [10:7]  |
| 30. | 23. Februar 2020   | Marseille (3)    | Hartplatz (i) | Vasek Pospisil         | Wesley Koolhof Nikola Mektić            | 6:3, 6:4           |
| 31. | 18. Oktober 2020   | Köln             | Hartplatz (i) | Pierre-Hugues Herbert  | Łukasz Kubot Marcelo Melo               | 6:4, 6:4           |
| 32. | 12. Juni 2021      | French Open (2)  | Sand          | Pierre-Hugues Herbert  | Alexander Bublik Andrei Golubew         | 4:6, 7:61, 6:4     |
| 33. | 20. Juni 2021      | Queen’s Club (3) | Rasen         | Pierre-Hugues Herbert  | Reilly Opelka John Peers                | 6:4, 7:5           |
| 34. | 24. Oktober 2021   | Antwerpen (2)    | Hartplatz (i) | Fabrice Martin         | Wesley Koolhof Jean-Julien Rojer        | 6:0, 6:1           |
| 35. | 21. November 2021  | Turin (2)        | Hartplatz (i) | Pierre-Hugues Herbert  | Rajeev Ram Joe Salisbury                | 6:4, 7:60          |
| 36. | 6. Februar 2022    | Montpellier (2)  | Hartplatz (i) | Pierre-Hugues Herbert  | Lloyd Glasspool Harri Heliövaara        | 4:6, 7:63, [12:10] |
| 37. | 16. Oktober 2022   | Florenz          | Hartplatz (i) | Édouard Roger-Vasselin | Ivan Dodig Austin Krajicek              | 7:64, 6:3          |

##### ATP Challenger Tour
| Nr. | Datum              | Turnier                 | Belag         | Partner                | Finalgegner                             | Ergebnis           |
| --- | ------------------ | ----------------------- | ------------- | ---------------------- | --------------------------------------- | ------------------ |
| 1.  | 22. Juli 2000      | Contrexéville           | Sand          | Julien Benneteau       | Jean-René Lisnard Olivier Patience      | 6:3, 7:64          |
| 2.  | 24. Februar 2001   | Andrézieux-Bouthéon (1) | Hartplatz (i) | Julien Benneteau       | Noam Behr Jonathan Erlich               | 6:3, 6:3           |
| 3.  | 2. Februar 2002    | Lübeck                  | Teppich (i)   | Grégory Carraz         | Yves Allegro Denis Golowanow            | 4:6, 7:67, 6:1     |
| 4.  | 12. Juli 2003      | Bristol                 | Rasen         | Jean-François Bachelot | Daniel Kiernan David Sherwood           | 7:64, 5:7, 7:65    |
| 5.  | 16. August 2003    | Bronx                   | Hartplatz     | Julien Benneteau       | Martín Alberto García Graydon Oliver    | 6:3, 6:1           |
| 6.  | 20. September 2003 | Saint-Jean-de-Luz       | Hartplatz (i) | Julien Benneteau       | Johan Landsberg Myles Wakefield         | 6:4, 6:1           |
| 7.  | 17. Juli 2004      | Manchester              | Rasen         | Jean-François Bachelot | Aisam-ul-Haq Qureshi Lovro Zovko        | 6:2, 6:4           |
| 8.  | 24. Juli 2004      | Valladolid              | Hartplatz     | Jean-François Bachelot | Aisam-ul-Haq Qureshi Michael Ryderstedt | 6:3, 6:4           |
| 9.  | 17. September 2005 | Orléans (1)             | Hartplatz (i) | Julien Benneteau       | Grégory Carraz Antony Dupuis            | 3:6, 6:4, 6:2      |
| 10. | 1. Oktober 2005    | Grenoble                | Hartplatz (i) | Julien Benneteau       | Grégory Carraz Nicolas Tourte           | 4:6, 6:4, 6:3      |
| 11. | 4. Februar 2006    | Andrézieux-Bouthéon (2) | Hartplatz (i) | Julien Benneteau       | Grégory Carraz Antony Dupuis            | 6:4, 6:4           |
| 12. | 20. Mai 2006       | Sanremo                 | Sand          | Julien Benneteau       | Flavio Cipolla Francesco Piccari        | 6:4, 7:66          |
| 13. | 8. August 2009     | Segovia                 | Hartplatz     | Édouard Roger-Vasselin | Serhij Stachowskyj Lovro Zovko          | 6:74, 6:3, [10:8]  |
| 14. | 6. März 2010       | Cherbourg               | Hartplatz (i) | Pierre-Hugues Herbert  | Harsh Mankad Adil Shamasdin             | 6:2, 6:4           |
| 15. | 13. März 2010      | Sarajevo                | Hartplatz (i) | Édouard Roger-Vasselin | Ivan Dodig Lukáš Rosol                  | 7:66, 6:77, [10:5] |
| 16. | 17. April 2010     | Johannesburg            | Hartplatz     | Lovro Zovko            | Raven Klaasen Izak van der Merwe        | 6:2, 6:2           |
| 17. | 15. Mai 2010       | Bordeaux                | Sand          | Édouard Roger-Vasselin | Karol Beck Leoš Friedl                  | 5:7, 6:3, [10:7]   |
| 18. | 5. Februar 2011    | Courmayeur              | Hartplatz (i) | Marc Gicquel           | Olivier Charroin Alexandre Renard       | 6:3, 6:4           |
| 19. | 4. Oktober 2014    | Mons                    | Hartplatz (i) | Marc Gicquel           | Andre Begemann Julian Knowle            | 6:3, 6:4           |
| 20. | 8. November 2014   | Mouilleron-le-Captif    | Hartplatz (i) | Pierre-Hugues Herbert  | Tobias Kamke Philipp Marx               | 6:3, 6:4           |
| 21. | 2. Oktober 2022    | Orléans (2)             | Hartplatz (i) | Édouard Roger-Vasselin | Michaël Geerts Skander Mansouri         | 6:2, 6:4           |

#### Finalteilnahmen
| Nr. | Datum              | Turnier          | Belag         | Partner                | Finalgegner                              | Ergebnis                    |
| --- | ------------------ | ---------------- | ------------- | ---------------------- | ---------------------------------------- | --------------------------- |
| 1.  | 20. Februar 2003   | Lyon             | Teppich (i)   | Julien Benneteau       | Jonathan Erlich Andy Ram                 | 1:6, 3:6                    |
| 2.  | 20. Februar 2004   | Newport          | Rasen         | Grégory Carraz         | Jordan Kerr Jim Thomas                   | 3:6, 7:65, 3:6              |
| 3.  | 20. Februar 2007   | Bangkok          | Hartplatz     | Michaël Llodra         | Sanchai Ratiwatana Sonchat Ratiwatana    | 6:3, 5:7, [7:10]            |
| 4.  | 20. Februar 2011   | Paris (1)        | Hartplatz (i) | Julien Benneteau       | Rohan Bopanna Aisam-ul-Haq Qureshi       | 2:6, 4:6                    |
| 5.  | 8. Juni 2013       | French Open      | Sand          | Michaël Llodra         | Bob Bryan Mike Bryan                     | 4:6, 6:4; 6:74              |
| 6.  | 22. September 2013 | Metz (1)         | Hartplatz (i) | Jo-Wilfried Tsonga     | Johan Brunström Raven Klaasen            | 4:6, 6:75                   |
| 7.  | 9. Februar 2014    | Montpellier      | Hartplatz (i) | Marc Gicquel           | Denis Istomin Nikolai Dawydenko          | 6:3, 4:6, [2:10]            |
| 8.  | 31. Januar 2015    | Australian Open  | Hartplatz     | Pierre-Hugues Herbert  | Simone Bolelli Fabio Fognini             | 4:6, 4:6                    |
| 9.  | 13. Juni 2015      | ’s-Hertogenbosch | Rasen         | Pierre-Hugues Herbert  | Ivo Karlović Łukasz Kubot                | 2:6, 6:79                   |
| 10. | 27. September 2015 | Metz (2)         | Hartplatz (i) | Pierre-Hugues Herbert  | Łukasz Kubot Édouard Roger-Vasselin      | 6:2, 3:6, [7:10]            |
| 11. | 23. Oktober 2016   | Antwerpen        | Hartplatz (i) | Pierre-Hugues Herbert  | Daniel Nestor Édouard Roger-Vasselin     | 4:6, 4:6                    |
| 12. | 6. November 2016   | Paris (2)        | Hartplatz (i) | Pierre-Hugues Herbert  | Henri Kontinen John Peers                | 4:6, 6:3, [6:10]            |
| 13. | 14. Mai 2017       | Madrid           | Sand          | Édouard Roger-Vasselin | Łukasz Kubot Marcelo Melo                | 5:7, 3:6                    |
| 14. | 18. November 2018  | London           | Hartplatz (i) | Pierre-Hugues Herbert  | Mike Bryan Jack Sock                     | 7:5, 1:6, [11:13]           |
| 15. | 13. Juli 2019      | Wimbledon        | Rasen         | Édouard Roger-Vasselin | Juan Sebastián Cabal Robert Farah        | 7:65, 6:75, 6:76, 7:65, 3:6 |
| 16. | 22. September 2019 | Metz (3)         | Hartplatz (i) | Édouard Roger-Vasselin | Robert Lindstedt Jan-Lennard Struff      | 6:2, 6:71, [4:10]           |
| 17. | 23. Mai 2021       | Lyon-2 (1)       | Sand          | Pierre-Hugues Herbert  | Hugo Nys Tim Pütz                        | 4:6, 7:5, [8:10]            |
| 18. | 7. November 2021   | Paris (3)        | Hartplatz (i) | Pierre-Hugues Herbert  | Tim Pütz Michael Venus                   | 3:6, 7:64, [9:11]           |
| 19. | 30. Oktober 2022   | Basel            | Hartplatz (i) | Édouard Roger-Vasselin | Ivan Dodig Austin Krajicek               | 4:6, 6:75                   |
| 20. | 26. Februar 2023   | Marseille        | Hartplatz (i) | Fabrice Martin         | Santiago González Édouard Roger-Vasselin | 6:4, 6:74, [7:10]           |
| 21. | 1. April 2023      | Miami            | Hartplatz     | Austin Krajicek        | Santiago González Édouard Roger-Vasselin | 6:74, 5:7                   |
| 22. | 27. Mai 2023       | Lyon (2)         | Sand          | Matwé Middelkoop       | Rajeev Ram Joe Salisbury                 | 0:6, 3:6                    |

## Abschneiden bei Grand-Slam-Turnieren

### Einzel
| Turnier         | 2000 | 2001 | 2002 | 2003 | 2004 | 2005 | 2006 | 2007 | 2008 | 2009 | 2010 | 2011 | 2012 | 2013 | 2014 | 2015 | 2016 | 2017 | 2018 | 2019 | 2020 | Karriere |
| --------------- | ---- | ---- | ---- | ---- | ---- | ---- | ---- | ---- | ---- | ---- | ---- | ---- | ---- | ---- | ---- | ---- | ---- | ---- | ---- | ---- | ---- | -------- |
| Australian Open | —    | 1    | —    | —    | 1    | —    | —    | 2    | 2    | —    | —    | 2    | 3    | —    | 1    | Q1   | 2    | 1    | Q1   | Q1   | Q1   | 3        |
| French Open     | 1    | 1    | —    | 1    | 1    | —    | 1    | 1    | 1    | Q2   | 2    | 1    | 3    | 1    | 1    | 3    | 2    | 1    | 1    | 3    | —    | 3        |
| Wimbledon       | —    | —    | —    | Q2   | Q2   | Q3   | 3    | 2    | 1    | 1    | 1    | 1    | 2    | 2    | 1    | 2    | AF   | 1    | Q2   | Q1   |      | AF       |
| US Open         | —    | —    | Q1   | 1    | 1    | Q1   | 2    | 1    | 1    | Q1   | Q3   | 2    | 1    | 1    | 1    | 2    | 3    | 3    | 2    | Q2   | —    | 3        |

Zeichenerklärung: S = Turniersieg; F, HF, VF, AF = Einzug ins Finale / Halbfinale / Viertelfinale / Achtelfinale; 1, 2, 3 = Ausscheiden in der 1. / 2. / 3. Hauptrunde; Q1, Q2, Q3 = Ausscheiden in der 1. / 2. / 3. Qualifikationsrunde; nicht ausgetragen

### Doppel
Die Tabelle listet die Ergebnisse der Grand-Slam-Turniere, der ATP Finals, der Olympischen Spiele, des Davis Cups und der Masters-Turniere auf.
| Turnier           | 2025 | 2024 | 2023 | 2022 | 2021 | 2020 | 2019 | 2018 | 2017 | 2016 | 2015 | 2014 | 2013 | 2012 | 2011 | 2010 | 2009 | 2008 | 2007 | 2006 | 2005 | 2004 | 2003 | 2002 | 2001 | 2000 | Karriere |
| ----------------- | ---- | ---- | ---- | ---- | ---- | ---- | ---- | ---- | ---- | ---- | ---- | ---- | ---- | ---- | ---- | ---- | ---- | ---- | ---- | ---- | ---- | ---- | ---- | ---- | ---- | ---- | -------- |
| Australian Open   | —    | 2    | 1    | 1    | VF   | 1    | S    | 2    | VF   | 2    | F    | HF   | 1    | 1    | —    | —    | —    | AF   | VF   | 1    | 2    | AF   | —    | —    | —    | —    | 1 × S    |
| French Open       | 1    | 1    | 1    | 1    | S    | AF   | 2    | S    | 1    | AF   | AF   | AF   | F    | 2    | AF   | 1    | AF   | —    | 2    | VF   | 1    | 1    | 2    | 1    | 1    | 2    | 2 × S    |
| Wimbledon         | 1    | 2    | 2    | VF   | 2    |      | F    | 2    | 2    | S    | AF   | HF   | 2    | 1    | 2    | 1    | —    | AF   | 1    | 1    | 1    | 2    | —    | —    | —    | —    | 1 × S    |
| US Open           |      | —    | HF   | 1    | VF   | 1    | 1    | AF   | 1    | HF   | S    | 2    | AF   | VF   | —    | 1    | 1    | 2    | HF   | 1    | VF   | HF   | —    | —    | —    | —    | 1 × S    |
| ATP Finals        |      | —    | —    | —    | S    | —    | S    | F    | RR   | RR   | RR   | —    | —    | —    | —    | —    | —    | —    | —    | —    | —    | —    | —    | —    | —    | —    | 2 × S    |
| Indian Wells      | —    | VF   | —    | 1    | —    |      | AF   | AF   | AF   | S    | —    | VF   | —    | 1    | —    | —    | —    | 1    | —    | —    | —    | —    | —    | —    | —    | —    | 1 × S    |
| Miami             | —    | —    | F    | 1    | AF   |      | —    | —    | AF   | S    | AF   | HF   | —    | 1    | —    | —    | —    | 1    | —    | —    | —    | —    | —    | —    | —    | —    | 1 × S    |
| Monte Carlo       | —    | VF   | 1    | AF   | VF   |      | 1    | AF   | HF   | S    | VF   | AF   | 1    | —    | —    | —    | —    | AF   | —    | —    | 1    | AF   | —    | —    | —    | —    | 1 × S    |
| Madrid            | —    | 1    | —    | AF   | VF   |      | —    | HF   | F    | HF   | AF   | AF   | —    | —    | —    | —    | —    | —    | —    | —    | —    | —    | —    | —    |      |      | 1 × F    |
| Rom               | —    | —    | 1    | 1    | —    | AF   | —    | —    | S    | —    | —    | AF   | —    | —    | —    | —    | —    | 1    | —    | —    | —    | —    | —    | —    | —    | —    | 1 × S    |
| Hamburg           |      |      |      |      |      |      |      |      |      |      |      |      |      |      |      |      |      | 1    | —    | —    | —    | —    | —    | —    | —    | —    | 1 × 1R   |
| Kanada            |      | —    | AF   | 1    | —    |      | 1    | AF   | S    | —    | AF   | AF   | —    | —    | —    | —    | —    | 1    | —    | —    | —    | —    | —    | —    | —    | —    | 1 × S    |
| Cincinnati        |      | —    | —    | —    | —    | 1    | AF   | AF   | S    | VF   | AF   | —    | 1    | —    | —    | —    | —    | —    | —    | —    | —    | —    | —    | —    | —    | —    | 1 × S    |
| Stuttgart         |      |      |      |      |      |      |      |      |      |      |      |      |      |      |      |      |      |      |      |      |      |      |      |      | —    | —    | —        |
| Shanghai          |      |      |      |      |      |      | HF   | —    | —    | —    | VF   | —    | —    | —    | —    | —    | —    |      |      |      |      |      |      |      |      |      | 1 × HF   |
| Paris             |      | —    | —    | AF   | F    | VF   | S    | VF   | VF   | F    | AF   | 1    | 1    | —    | F    | —    | —    | 1    | 1    | —    | VF   | HF   | AF   | —    | 1    | 1    | 1 × S    |
| Olympische Spiele |      | —    |      |      |      | 1    |      |      |      | 1    |      |      |      | —    |      |      |      | —    |      |      |      | —    |      |      |      | —    | 2 × 1R   |
| Davis Cup         |      |      |      | —    | —    | —    | —    | F    | S    | HF   | VF   | —    | —    | —    | —    | —    | —    | —    | —    | —    | —    | —    | —    | —    | —    | —    | 1 × S    |

Zeichenerklärung: S = Turniersieg; F, HF, VF, AF = Einzug ins Finale, Halb-, Viertel-, Achtelfinale; 1, 2, 3 = Ausscheiden in der 1., 2., 3. Haupt- / Finalrunde; Q1, Q2, Q3 = Ausscheiden in der 1., 2. 3. Qualifikationsrunde; RR = Round Robin (Gruppenphase); nicht ausgetragen oder andere Kategorie; PO (Playoff), P2 = Auf-/Abstiegsrunde zur Weltgruppe I/II im Davis Cup; W2 = Teilnahme in der Weltgruppe II

### Mixed
| Turnier         | 2009 | 2010 | 2011 | 2012 | 2013 | 2014 | 2015 | 2016 | 2017 | 2018 | 2019 | 2020 | 2021 | 2022 | 2023 | 2024 | 2025 | Karriere |
| --------------- | ---- | ---- | ---- | ---- | ---- | ---- | ---- | ---- | ---- | ---- | ---- | ---- | ---- | ---- | ---- | ---- | ---- | -------- |
| Australian Open | —    | —    | —    | —    | —    | —    | —    | —    | 1    | —    | 1    | —    | —    | —    | —    | —    | —    | 1        |
| French Open     | 1    | AF   | 1    | 1    | 1    | 1    | 1    | 1    | —    | —    | —    |      | 1    | 1    | AF   | 1    | 1    | AF       |
| Wimbledon       | —    | —    | —    | —    | —    | —    | —    | —    | —    | 2    | 1    |      | —    | AF   | VF   | —    | —    | VF       |
| US Open         | —    | —    | —    | —    | —    | —    | —    | —    | —    | —    | —    |      | —    | —    | —    | —    |      | —        |